# شعب سري (النادرة)
(شعب سري) محلة تابعة لقرية خربه الصياري، التابعة لعزلة حدة بمديرية النادرة إحدى مديريات محافظة إب في الجمهورية اليمنية، بلغ تعداد سكانها 73 حسب تعداد اليمن لعام 2004.